# София (телесериал)
«Софи́я» — российский исторический телесериал режиссёра Алексея Андрианова, созданный кинокомпанией «Москино» при финансовой поддержке Министерства культуры Российской Федерации и при поддержке Министерства обороны Российской Федерации.

## Сюжет
Вторая половина XV века. Византийская империя завоёвана турками-османами. Последние правители Византии Палеологи бежали в Рим.
После смерти первой жены московский князь Иван III Васильевич получает предложение послов из Рима жениться на юной византийской принцессе в изгнании — Зое Палеолог. В Рим Иван III отправляет доверенного воеводу Хромого и своего нанятого монетного мастера — итальянца «Фрея» («Ивана Фрязина»). Послы привозят Зою из Рима в Москву, где при повторном крещении она принимает новое имя — София. Далее в сериале показана жизнь Софии, которая навсегда войдёт в историю.
Став великой княгиней московской Софией, Зоя Палеолог не оправдала надежд папы римского по расширению влияния католической церкви на Руси. Попытки посылать эмиссаров с целью убедить Софию следовать линии Рима, а в дальнейшем — убить её, заканчиваются полным провалом.
В сериале показаны наиболее яркие моменты правления Ивана III: война с Новгородской республикой, ссора и дальнейшее перемирие с братьями Борисом Волоцким и Андреем Большим, выход из-под власти Золотой Орды, а также противостояние между Софией и Еленой «Волошанкой» — женой старшего сына Ивана III.

## В ролях
- Евгений Цыганов — Иван III, Великий князь Московский
- Мария Андреева — София Палеолог, Великая княгиня Московская
- Надежда Маркина — Мария Ярославна, Великая княгиня Московская, мать Ивана III
- Пётр Зайченко — Филипп I, митрополит Московский и всея Руси (собирательный персонаж, основанный на персоналиях митрополитов Филиппа I (ум. 5 апреля 1473) и Геронтия (ум. 28 мая 1489))
- Борис Невзоров — Григорий Иванович Мамонов, боярин и окольничий при дворе Великого князя Московского
- Джулиано ди Капуа — Иван Фрязин, монетный мастер, дипломат
- Александр Балуев — Стефан III Великий, господарь Молдавского княжества
- Семён Трескунов — юный Иван IV, будущий царь всея Руси
- Юрий Назаров — Макарий, воспитатель Ивана Грозного, митрополит
- Егор Корешков — Пьетро
- Сергей Пускепалис — Казимир IV, великий князь литовский
- Владас Багдонас — Сикст IV, Папа Римский (собирательный персонаж, основанный на персоналиях римских пап Павла II (ум. 26 июля 1471) и Сикста IV (ум. 12 августа 1484))
- Андрей Барило — Андрей Палеолог, брат Софии
- Маттиа Сбраджа[англ.] — Виссарион Никейский, кардинал
- Эдуард Филиппона — сын Карачолло
- Лен Блаватник — итальянский посол
- Вадим Элик — помощник итальянского посла
- София Никитчук — Елена Волошанка, жена Ивана Молодого
- Мириам Сехон — Лаура, помощница Великой княгини Московской Софии Палеолог
- Кирилл Козаков — Антонио Бонумбре[эст.], папский легат
- Николай Козак — Фёдор Давыдович Хромый, воевода и боярин на службе Великого князя Московского
- Илья Ильиных — Иван Молодой, старший сын Ивана III, наследник престола
- Алиса Сапегина — Настенька
- Анатолий Узденский — Фёдор Васильевич Курицын, думский дьяк, летописец и казначей при дворе Иоанна III
- Сергей Борисов — Годыня, старший мечник Великого князя
- Иван Колесников — Юрий Васильевич, удельный князь Дмитровский, брат Ивана III
- Сергей Марин — Андрей Васильевич, удельный князь Углицкий, брат Ивана III
- Иван Вакуленко — Борис Васильевич, удельный князь Волоцкий, младший брат Ивана III
- Константин Тополага — князь Даниил Холмский, военачальник
- Иван Мамонов — Стерляга
- Андрей Евдокимов — Сёмка Хвост, мечник Великого князя
- Амаду Мамадаков — Ахмат, хан Большой Орды
- Лидия Байрашевская — Марфа Борецкая, новгородская посадница
- Николай Шрайбер — князь Василий Гребёнка-Шуйский, новгородский военачальник
- Павел Сборщиков — князь Василий Ноздроватый-Звенигородский, военачальник
- Борис Токарев — Аристотель Фьораванти, итальянский архитектор
- Максим Радугин — Серджио
- Вилен Бабичев — Мирон, палач
- Анатолий Наумов — Княжич Василий Иванович, сын Ивана III и Софии, будущий великий князь

## Производство
Пилотное название сериала — «Софи́я Палеоло́г». Съёмки сериала начались в ноябре 2014 года и проходили за границей — в Италии и Чехии, и в России в Московском и Псковском кремлях, а также в Псковской, Московской и Калужской областях, Боровске, Новгороде, Астрахани (центр Сарай-Бату) и Пскове. Для съёмок на территории ВДНХ была выстроена декорация Московского Кремля, соответствующая его историческому облику XV века (тогда он был не привычного красного цвета, а белого). Также была построена декорация Успенского собора. Съёмки Папского двора снимались в Праге, на киностудии «Баррандов», где в своё время были установлены декорации XV века для съёмок сериала «Борджиа». Специально для фильма реквизиторы нашли антикварную посуду и утварь того времени. Золотые монеты для фильма чеканились с оригинальных дукатов. Для проекта было сшито более тысячи костюмов. Тысячи россиян посетили выставку о создании этого телепроекта.

### Саундтрек
Песню «Я тебе верю», звучащую в финальных титрах телесериала, исполнил певец Григорий Лепс. Музыку к ней написал Игорь Матвиенко, а слова — Джахан Поллыева. По словам репортёра Олега Пакшина, таких фольклорных мотивов в репертуаре Лепса ещё никогда не было.

## Показ
Сериал «София» стал одной из главных премьер осени 2016 года. Премьера состоялась 28 ноября 2016 года на телеканале «Россия-1». В период с 28 ноября по 1 декабря сериал выходил в эфир с 21:00 до 23:00 (по 2 серии).

## Приём

### Награды
| Премия         | Дата           | Категория                                                       | Номинант                                          | Результат |
| -------------- | -------------- | --------------------------------------------------------------- | ------------------------------------------------- | --------- |
| Премия АПКиТ   | 31 марта 2017  | Лучший телевизионный мини-сериал (5—24 серии)                   | «София»                                           | Номинация |
| Премия АПКиТ   | 31 марта 2017  | Лучшая работа художника-постановщика                            | Евгений Качанов                                   | Победа    |
| Премия АПКиТ   | 31 марта 2017  | Лучшая работа художника по костюмам                             | Наталья Салтыкова                                 | Победа    |
| Премия АПКиТ   | 31 марта 2017  | Лучшая работа художника по гриму                                | Анастасия Эсадзе                                  | Номинация |
| Премия АПКиТ   | 31 марта 2017  | Лучшая компьютерная графика                                     | Александр Горохов, Студия визуальных эффектов CGF | Номинация |
| Премия АПКиТ   | 31 марта 2017  | Лучшая актриса второго плана телевизионного фильма/сериала      | Надежда Маркина                                   | Номинация |
| «ТЭФИ»         | 3 октября 2017 | Лучший актёр телевизионного фильма/сериала                      | Евгений Цыганов                                   | Номинация |
| «ТЭФИ»         | 3 октября 2017 | Событие телевизионного сезона                                   | «София»                                           | Номинация |
| «ТЭФИ»         | 3 октября 2017 | Специальный приз («За лучшее воплощение отечественной истории») | «София»                                           | Победа    |
| «Золотой орёл» | 26 января 2018 | Лучший телефильм или мини-сериал (до 10 серий включительно)     | «София»                                           | Номинация |